# 공주가 돌아왔다
《공주가 돌아왔다》는 KBS 2TV에서 2009년 9월 14일부터 11월 3일까지 방영된 KBS 월화 미니시리즈이다. 발레리나를 꿈꾸다가 전업 주부가 된 차도경과 평범한 주부를 꿈꾸다 발레리나가 된 장공심의 이야기를 다루었다.
KBS 드라마본부는 해당 작품에 앞서, 당초 《아이리스》를 내보낼 예정이었으나 MBC 《선덕여왕》을 피해 수목 미니시리즈로 편성이 바뀌자 당초 주말 특별기획 드라마로 예정됐던 《공주가 돌아왔다》가 대타로 들어갔고 이 과정에서 《공주가 돌아왔다》 자리에는 《열혈 장사꾼》이 대체 편성됐다.

## 줄거리
촉망받던 발레리나 도경(오연수 분)은 교생 실습을 나갔다가 5살 어린 제자 찬우(이재황 분)와 사랑에 빠진다. 찬우는 부모에 의해 강제로 유학 보내지고, 도경은 발레 공연을 포기하고 공항으로 가지만 끝내 찬우를 붙잡지 못한다. 주인공이었던 도경의 자리를 메운 공심(황신혜 분)은 그 공연을 계기로 유명 발레리나로 성공한 반면 능력없는 작곡가 봉희(탁재훈 분)와 결혼한 도경은 아이 셋을 둔 전업 주부가 된다.

## 등장 인물

### 주요 인물
- 황신혜: 장공심 / 마샤 장(39세) 역(아역: 김단미)

유명 발레리나. 도경의 공연 대타를 계기로 성공했지만 자신의 첫사랑 봉희와 결혼한 도경을 얄미워한다. 도경의 영원한 라이벌.
- 오연수: 차도경(39세) 역

왕년에 촉망받던 발레리나로 지금은 아이 셋을 둔 전업 주부. 평범한 일상 중 남편 봉희와 이혼하고 옛 사랑 찬우, 옛 라이벌 공심 등과 재회하면서 잃었던 자신의 열정과도 마주하게 된다.
- 탁재훈: 나봉희 역(아역: 도지한)

능력없는 작곡가. 도경의 남편. 공심의 첫사랑. 가수로 성공해 도경과 재결합하려 하지만 쉽지 않다.
- 이재황: 강찬우(34세) 역

도경의 첫사랑. 공심의 연인이지만 재회한 도경에게 마음이 뺏긴다.

### 주변 인물
- 오영실: 나봉선 역 - 봉희의 누나, 도경의 시누이
- 지상렬: 세뇨르 박 역 - 유명 강사
- 박탐희: 채주희 역 - 오성발레단 무대 감독, 공심의 후배
- 손은서: 김예나 역
- 오승윤: 나선남 역 - 도경의 큰아들. 촉망받는 발레리노. 이루지 못한 도경의 꿈을 이뤄줄 대상
- 서혜진: 나선녀 역 - 도경의 딸, 선남의 이란성 쌍둥이 동생
- 최원홍: 나선웅 역 - 도경의 늦둥이 아들
- 송대관: 용 선생 역 - 과거 유명 가수, 현재 7080 라이브카페 사장
- 손종범: 상기 역 - 봉희의 절친, 전직 음반기획사 사장
- 김동균: 진섭 역 - 오성발레단 부단장
- 이희영: 주리 역 - 오성발레단의 단원들 중 단짝 3인방
- 박아현: 잉꼬 역 - 오성발레단의 단원들 중 단짝 3인방
- 김연아: 하늘 역 - 오성발레단의 단원들 중 단짝 3인방
- 김아론: 찬영 역 - 선남의 발레 라이벌이자 절친

## 이모저모
- 당초 〈웬수와 함께 춤을〉이란 제목이었으나 국어순화를 주도한다는 KBS의 방침을 통해 제목이 변경됐다.[3]
- 차도경 역은 당초 오현경이 물망에 올랐지만 MBC 시트콤 《지붕뚫고 하이킥》[4]에 캐스팅되면서 고사했다.
- 나봉선 역은 당초 안문숙이 낙점되었으나 스케줄 문제 때문에 고사하자 오영실이 대신 맡았다.[5]
- 황신혜는 2004년 MBC 《천생연분》 이후[6] 해당 드라마를 통해 5년 만에 안방극장 복귀를 했는데, KBS 2TV 《장밋빛 인생》, SBS 《돌아와요 순애씨》, 《워킹맘》 등 섭외되었으나 부친상, 본인의 이혼 등[7] 겹친 불행이 겹치자 고사한 바 있다.
- 학창 시절부터 시작되는 두 중년 여자의 대결을 그린 로맨틱 코미디물인 MBC 《내조의 여왕》과 비슷하다는 지적을 샀으며 방영 중반 이후부터 캐릭터와 스토리가 진부하게 흘러가면서 시청자들의 원성을 사기도 했다.[8]